# Fehlbelegung (Krankenhaus)
Mit Fehlbelegung wird eine medizinisch nicht notwendige vollstationäre Krankenhausbehandlung eines Patienten bezeichnet, wenn das Behandlungsergebnis auch unter Nutzung einer anderen, wirtschaftlicheren Versorgungsform hätte erzielt werden können, zum Beispiel durch ambulante Behandlung.

## Einteilung
Bei der Anwendung des Begriffs Fehlbelegung wird zwischen primärer und sekundärer Fehlbelegung unterschieden:
Bei primärer Fehlbelegung wäre die vollstationäre Krankenhausaufnahme vermeidbar oder medizinisch nicht erforderlich gewesen; als sekundäre Fehlbelegung gilt, wenn ein nötiger vollstationärer Krankenhausaufenthalt unangemessen lange dauerte.
Die Unterteilung beruht auf den sozialrechtlichen Begriffen der Notwendigkeit und Dauer von Krankenhausbehandlung.
Die Situation, bei der die Krankenhausbehandlung zwar notwendig war, aber durch ein anderes Fachgebiet oder in einem anderen Krankenhaus zweckmäßiger oder wirtschaftlicher gewesen wäre, wird gelegentlich als tertiäre Fehlbelegung bezeichnet.

## Hintergrund
Eine vollstationäre Krankenhausbehandlung verursacht hohe Kosten, die die Sozialleistungsträger nach Tagessätzen oder pauschalierten Entgeltsystemen wie den Diagnosis Related Groups vergüten müssen. Sie sind deshalb an angemessener Nutzung vollstationärer Krankenhausaufenthalte und somit an begründeter Notwendigkeit und Dauer derselben interessiert. Aufgrund des Wirtschaftlichkeitsgebotes nach § 12 SGB V sind Leistungsträger und -erbringer in Deutschland verpflichtet, die Notwendigkeit einer Krankenhausbehandlung zu überprüfen. Die Prüfungen werden für den Bereich der gesetzlichen Krankenversicherung vom Medizinischen Dienst (MD) durchgeführt.
In Deutschland sind Kliniken nach § 17c KHG verpflichtet, durch geeignete Maßnahmen darauf hinzuwirken, dass keine Fehlbelegung auftritt. Im Anschluss an einen Krankenhausaufenthalt haben gesetzlich Versicherte einen Rechtsanspruch auf Unterstützung des Entlassmanagements (§ 39 SGB V). Häufig tritt eine Fehlbelegung auf, weil nicht rechtzeitig eine Anschluss-Versorgung in einem Pflegeheim oder einer Rehabilitationseinrichtung gefunden werden konnte. Zur Bewältigung von Krisensituationen im Anschluss an einen Krankenhausaufenthalt kann übergangsweise eine Kurzzeitpflege in Anspruch genommen werden.